# Anoteropsis forsteri
Anoteropsis forsteri là một loài nhện trong họ Lycosidae.
Loài này thuộc chi Anoteropsis. Anoteropsis forsteri được Cor J. Vink miêu tả năm 2002.